# Mado (Södra Gyeongsang)
Mado är en ö i Sydkorea.   Den ligger i provinsen Södra Gyeongsang, i den södra delen av landet, 300 km söder om huvudstaden Seoul. Arean är 0,21 kvadratkilometer.
Terrängen på Mado är platt. Öns högsta punkt är 34 meter över havet. Den sträcker sig 0,7 kilometer i nord-sydlig riktning, och 0,5 kilometer i öst-västlig riktning.  I omgivningarna runt Mado växer i huvudsak blandskog.